# Утрехт (провінція)
52°6′12″ пн. ш. 5°10′45″ сх. д. / 52.10333° пн. ш. 5.17917° сх. д.
Утрехт (нід. Utrecht нід. вимова: [ˈytrɛxt] ( прослухати)), офіційно Провінція Утрехт (нідерландська Provincie Utrecht)) — провінція у центральній частині Нідерландів, у басейні Нижнього Рейну (його приток Лек і Вехт). Площа 1,3 тисяч км² (найменша провінція у країні). Населення становить 1 180 039 чоловік (2006). Адміністративний центр — м. Утрехт. Основні галузі сільського господарства: овочівництво і плодівництво, молочне тваринництво. Промисловість концентрується головним чином у містах Утрехт, Амерсфорт, Зейст. Історична провінція Утрехт у минулому входила до Утрехтської унії (1579).

## Найбільші міста
Міста з населенням понад 50 тисяч осіб:
| Назва міста | Населення, осіб (2009) |
| ----------- | ---------------------- |
| Утрехт      | 299891                 |
| Амерсфорт   | 143212                 |
| Венендал    | 62008                  |
| Нюегейн     | 61007                  |
| Зейст       | 60383                  |